# Потоси (департамент)
Потосѝ (на испански: Potosí) е един от 9-те департамента на южноамериканската държава Боливия. Разположен е в югозападната част на страната. Населението на департамента е 887 497 жители (по изчисления за юли 2018 г.), а общата му площ – 118 218 км². Столицата му е едноименния град Потоси.

## Провинции
Департаментът е разделен на 16 провинции. Някои от тях са:
1. Алонсо де Ибанес
2. Бернардино Билбао
3. Даниел Кампос